# Ainring
Ainring ist eine Gemeinde im oberbayerischen Landkreis Berchtesgadener Land nahe der Stadt Salzburg.

## Geografie

### Lage
Die Grenze zu Österreich bildet die Saalach. Auf dem Gemeindegebiet bestehen lediglich zwei Fußgängerbrücken, die nächsten Grenzübergänge für Kraftfahrzeuge sind die Bundesstraße in Freilassing (nördlich) oder über die Autobahn A 8 in Piding (südlich).
Südlich führt die A 8 vorbei, mit der Ort Ainring durch die B 20 und die B 304 verbunden ist. Vor allem die Gewerbegebiete in den Ortsteilen Mitterfelden, Feldkirchen und Hammerau profitieren von dieser günstigen Verkehrslage.
Ainring liegt im Rupertiwinkel, der im Gegensatz zum übrigen ehemals Salzburger Territorium 1816 weiterhin bei Bayern blieb.

### Nachbargemeinden
Nachbargemeinden auf bayerischer Seite von Nord nach Süd sind Saaldorf-Surheim, Freilassing, Teisendorf, Anger und Piding sowie auf österreichischer Seite Wals-Siezenheim.

### Gemeindegliederung
Es gibt 56 Gemeindeteile:
- Abfalter
- Adelstetten
- Ainring
- Altmutter
- An der Straß
- Au
- Bach
- Berg
- Bicheln
- Bruch
- Buchreit
- Doppeln
- Ed
- Eschlberg
- Feldkirchen
- Fürberg
- Gehring
- Gepping
- Gessenhart
- Hagenau
- Hammerau
- Hasholzen
- Hausmoning
- Heidenpoint
- Hinterau
- Hofer
- Höglau
- Hort
- Kohlstatt
- Langacker
- Mitterfelden
- Moos
- Mühlreit
- Mühlstatt
- Mürack
- Niederstraß
- Oberholzen
- Öd
- Ottmaning
- Perach
- Pirach
- Rabling
- Rain
- Rauchenbücheln
- Reit
- Schiffmoning
- Schmiding
- Simonhäusl
- Straß
- Sur
- Thundorf
- Thundorfer Mühle
- Ulrichshögl
- Wenig
- Wiesbach
- Winkeln

Die Gemeinde besteht aus den Gemarkungen Ainring und Straß, die in ihrer Ausdehnung etwa den ehemaligen, bis 1969 bestehenden Gemeinden entsprechen:
- Gemarkung Ainring: Adelstetten, Ainring, An der Straß, Au, Berg, Bicheln, Bruch, Ed, Eschlberg, Feldkirchen, Fürberg, Gepping, Hagenau, Hammerau, Hausmoning, Heidenpoint, Hofer, Hort, Kohlstatt, Langacker, Mitterfelden, Moos, Mühlreit, Mühlstatt, Mürack, Perach, Pirach, Rabling, Rauchenbücheln, Reit, Schiffmoning, Schmiding, Simonhäusl, Ulrichshögl und Wiesbach
- Gemarkung Straß: Abfalter, Altmutter, Bach, Buchreit, Doppeln, Gehring, Gessenhart, Hasholzen, Hinterau, Höglau, Niederstraß, Oberholzen, Öd, Ottmaning, Rain, Straß, Sur, Thundorf, Thundorfer Mühle, Wenig und Winkeln

## Geschichte

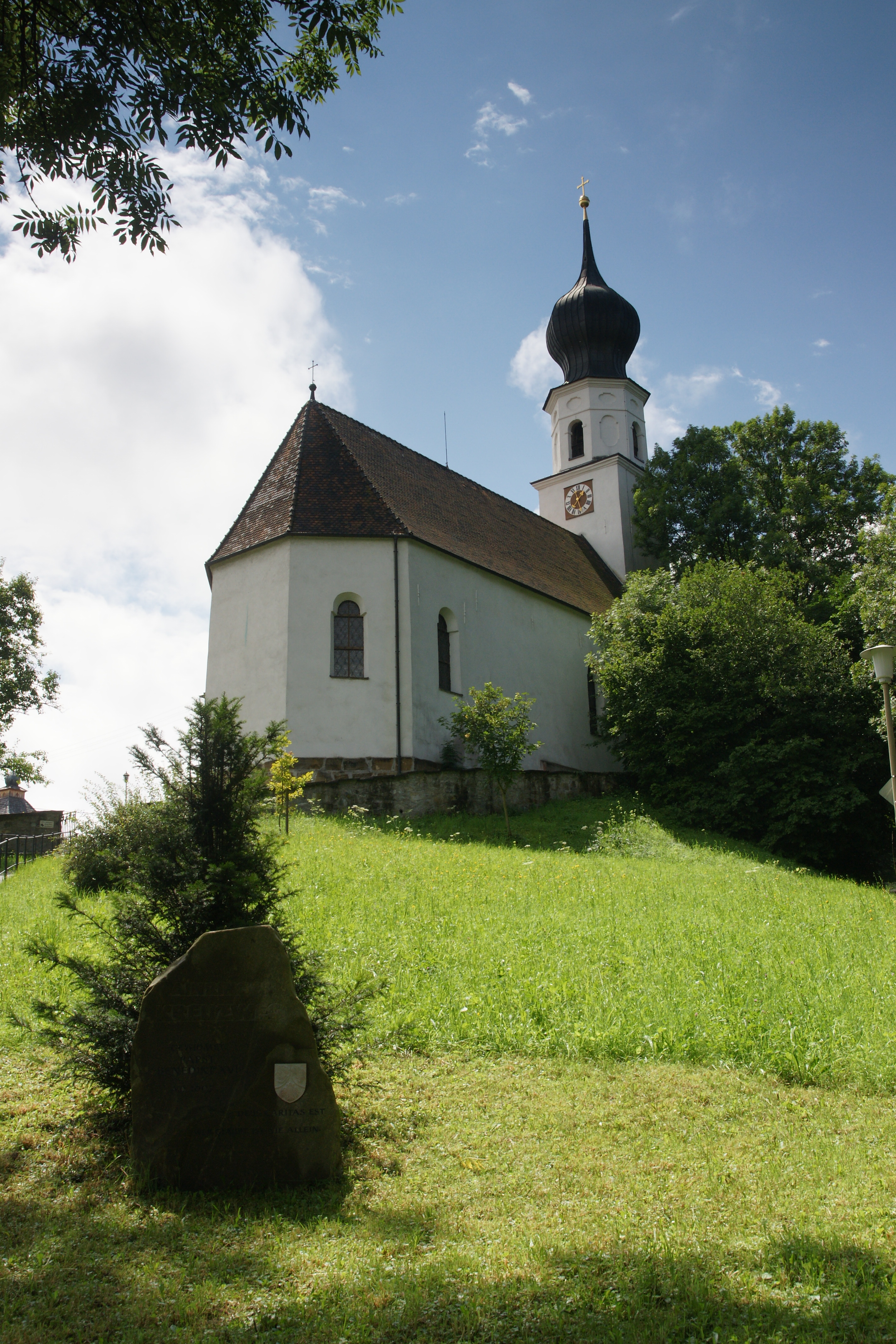
Kirche St. Laurentius

### Frühgeschichte, Namensgebung und Ersterwähnung
Eine erste nachgewiesene Besiedlung erfolgte am Auhögl bei Hammerau um 5000 v. Chr. im Neolithikum (Jungsteinzeit).
In der Römerzeit führte die Handelsstraße von Iuvavum (Salzburg) nach Augusta Vindelicum (Augsburg) durch das Gemeindegebiet, etwa dem Verlauf der heutigen Bundesstraße 304 folgend.
Erstmals urkundlich erwähnt wurde Ainring als „Ainheringa“ in der Notitia Arnonis (verfasst 788–790). Um 715 schenkte Herzog Theodebert aus dem Geschlecht der Agilolfinger (regierte etwa 711–719) Ainring an das Salzburger Stift Nonnberg. Der Ortsbezeichnung liegen der Personenname Einher und das Zugehörigkeitssuffix -ing zu Grunde. Demnach bedeutet der bajuwarische Ortsname „Bei den Leuten des Einher“.

### Gründung der Eisengewerkschaft
Historisch und wirtschaftlich bedeutend war die Gründung der Privat-Eisengewerkschaft Achthal-Hammerau im Jahr 1537 auf Initiative des Salzburger Erzbischofs Matthäus Lang von Wellenburg. Im Bereich des heutigen Gemeindegebietes lag das Hammerwerk der Eisengewerkschaft in Hammerau, in der das in Achthal gewonnene Eisen weiterverarbeitet wurde. Aus dem ehemaligen Hammerwerk entwickelte sich das Stahlwerk Annahütte, heute einer der bedeutendsten Arbeitgeber in der Gemeinde.

### Säkularisation und Entstehung der Gemeinde
Zum Rupertiwinkel und damit damals zum Erzstift Salzburg gehörend, wurde Ainring bei der Säkularisation infolge des Reichsdeputationshauptschlusses von 1803 unter Ferdinand III. Teil des am 26. Dezember 1802 gebildeten Kurfürstentums Salzburg und kam danach 1805 im Frieden von Preßburg an das Kaisertum Österreich. Im Frieden von Schönbrunn fiel der Ort 1809 schließlich an das Königreich Bayern. Als der Großteil des Landes Salzburg durch den Vertrag von München zu Österreich kam, wurde Ainring zum Grenzort.
Im Zuge der Verwaltungsreformen in Bayern entstand mit dem Gemeindeedikt von 1818 die heutige Gemeinde.

### Zeit des Nationalsozialismus
Im heutigen Gemeindeteil Mitterfelden wurde 1933 ein Flugfeld errichtet, das als Flughafen Reichenhall-Berchtesgaden vor allem für Flüge der NS-Regierung zur Reichskanzlei Dienststelle Berchtesgaden diente. Außerdem war dort eine Stelle für Luftfahrtforschung.

### Nachkriegszeit
Nach Ende des Zweiten Weltkrieges wurde auf dem Flugfeld ein DP-Lager errichtet. 1947 wurde das DP-Lager geschlossen und die Insassen ins Lager Lechfeld bei Augsburg verlegt. Nach Auflösung des Lagers wurden in den Baracken Heimatvertriebene untergebracht. Aus der Barackensiedlung entstand der Ortsteil Mitterfelden.

### Gebietsreform und Umgemeindungen
Zum 1. Januar 1970 wurde die Gemeinde Straß nach Ainring eingemeindet.
Bis zum 30. Juni 1972 gehörte der Ort zum Landkreis Laufen, dessen südlicher Teil im Zuge der bayerischen Gebietsreform am 1. Juli 1972 mit dem Landkreis Berchtesgaden sowie der kreisfreien Stadt Bad Reichenhall zum neuen Landkreis Bad Reichenhall zusammengeschlossen wurde. Am 1. Mai 1973 erhielt der Kreis seine heutige Bezeichnung „Landkreis Berchtesgadener Land“.
1978 wurden der bis dahin zur Gemeinde Ainring gehörende Gemeindeteil Bichlbruck nach Piding umgemeindet.

### Einwohnerentwicklung
Ainring ist nach den Städten Bad Reichenhall und Freilassing, aber noch vor der Stadt Laufen und den Märkten Berchtesgaden und Teisendorf die drittgrößte Gemeinde im Landkreis Berchtesgadener Land.
Zwischen 1988 und 2018 wuchs die Gemeinde von 8344 auf 9908 um 1564 Einwohner bzw. um 18,7 %.
- 1961: 05.830 Einwohner
- 1970: 06.482 Einwohner
- 1987: 08.099 Einwohner
- 1991: 09.283 Einwohner
- 1995: 09.763 Einwohner
- 2000: 09.570 Einwohner
- 2005: 10.010 Einwohner
- 2010: 09.877 Einwohner
- 2015: 09.672 Einwohner
- 2017: 09.758 Einwohner
- 2019: 09.798 Einwohner[6]
- 2021: 09.885 Einwohner[6]

## Politik

### Gemeinderat
Bei den Kommunalwahlen in Bayern 2020 am 15. März wurden 20 Gemeinderatsmitglieder sowie der erste Bürgermeister neu gewählt. Die Gemeinderatsmitglieder in der Wahlperiode 2020–2026 werden von folgenden vier Gruppierungen gestellt:
- CSU: 9 Sitze
- Freie Wähler Ainring: 8 Sitze
- Grüne Bürgerliste: 2 Sitze
- SPD: 1 Sitz

### Bürgermeister
Seit dem 1. Mai 2020 ist Martin Öttl (Freie Wähler Ainring) Erster Bürgermeister. Dessen Vorgänger Hans Eschlberger (CSU) war vom 1. Mai 2002 bis 30. April 2020 im Amt.

### Steuereinnahmen
Die Gemeindesteuereinnahmen des Jahres 2017 betrugen 13,585 Millionen Euro; am stärksten war dabei die Gewerbesteuer mit netto 7,352 Millionen Euro. Im Jahr 2018 wurden 13,312 Millionen Euro an Steuern eingenommen, die Gewerbesteuer war leicht rückläufig.

### Wappen
| Wappen von Ainring | Blasonierung: „Geteilt von Gold und Schwarz; oben nebeneinander schräg gekreuzt ein schwarzer Hammer und ein schwarzer Schlägel sowie ein rot gezungter schwarzer Löwenkopf; unten ein goldener Ring mit silbernem Stein.“ |
| Wappen von Ainring | Wappenbegründung: Der Löwenkopf und die Feldfarben Gold und Schwarz verweisen auf die über tausendjährige Landesherrschaft des Erzstifts Salzburg. Hammer und Schlägel, das so genannte „Gezäh“, weisen auf die Bedeutung des Eisenwerkes Hammerau hin. Der Ring schließlich ist dem Familienwappen des Ainringer Pfarrers Friedrich von Rüsenbach entnommen, der 1532 den Pfarrhof erbauen ließ. Der Ring kann zudem für den Namen „Ainring“ als naiv redende Figur gedeutet werden. |

## Wirtschaft und Infrastruktur

### Wirtschaft
Das Wohnstift Mozart im Ortsteil Mitterfelden ist ein Seniorenheim mit 340 Wohnungen und damit einer der wichtigsten Arbeitgeber in Ainring. Weitere größere Unternehmen in der Gemeinde sind das Stahlwerk Annahütte, Pössl Freizeit und Sport, die Niederlassung des Kranherstellers Palfinger und im Ortsteil Hammerau eine Niederlassung der Zweirad-Handelskette Zweirad Stadler.
Am 30. Juni 2017 gab es in der Gemeinde 3072 sozialversicherungspflichtige Arbeitsplätze; von der Wohnbevölkerung waren 3242 Personen sozialversicherungspflichtig beschäftigt. Die Auspendler überwogen somit um 140 Personen. 185 Einwohner waren arbeitslos. 2016 gab es 88 landwirtschaftliche Betriebe.

#### Tourismus
Das Pfarrdorf Ainring und weitere 35 Gemeindeteile sind als Luftkurort staatlich anerkannt.

### Verkehr

#### Bahnverkehr

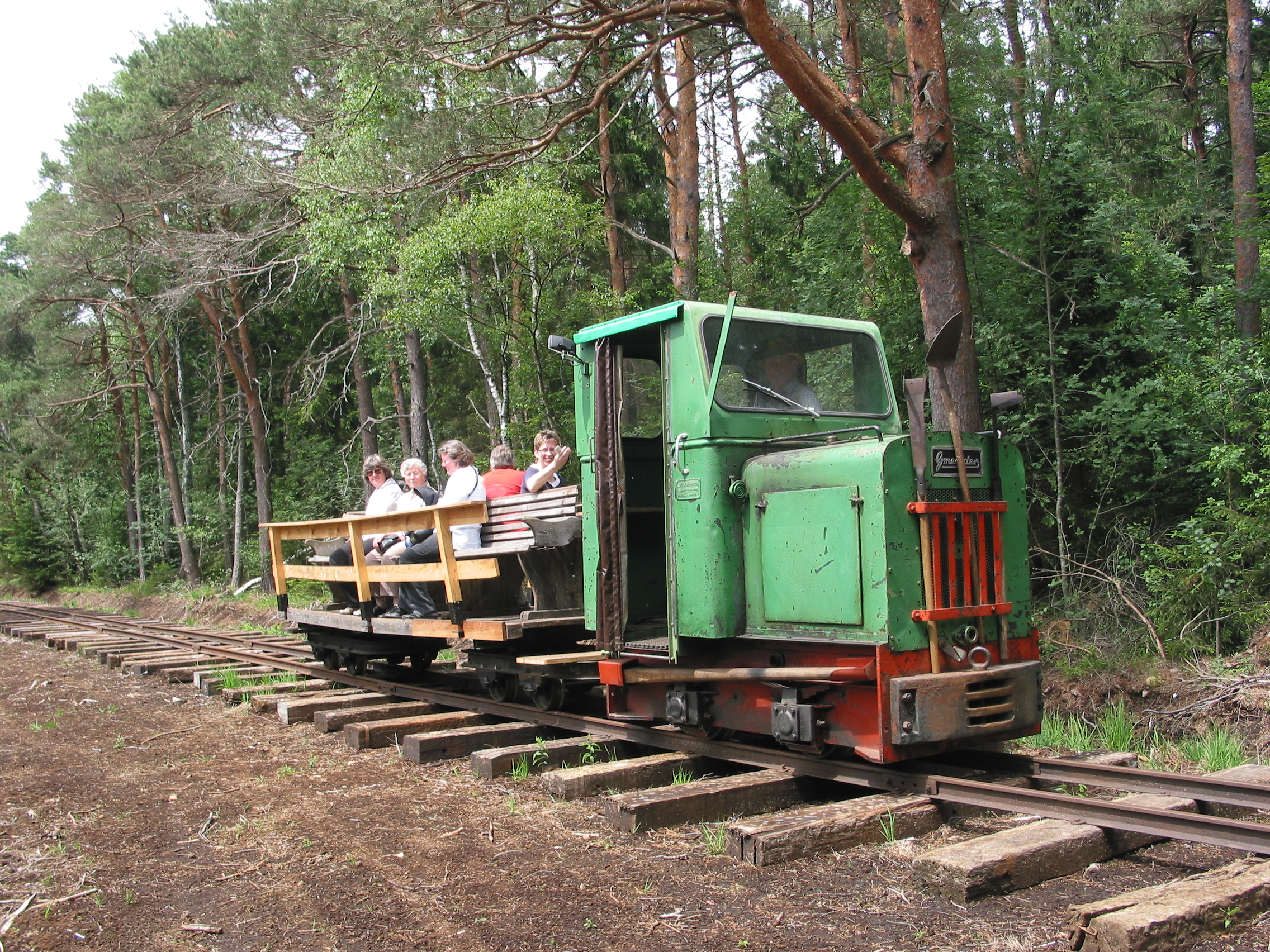
Torfbahn Ainring

Ainring liegt an der Bahnstrecke Freilassing–Bad Reichenhall, welche seit 2006 von den Linien S3 und S4 der S-Bahn Salzburg bedient wird. Deren Betrieb ging zum 13. Dezember 2009 auf die Berchtesgadener Land Bahn über. Im Gemeindegebiet existieren im Personenverkehr der Haltepunkt Ainring und der Bahnhof Hammerau. Zur Annahütte zweigt ein Gleisanschluss für den Güterverkehr ab.
Die Bahnstrecke Rosenheim–Salzburg führt durch das nördliche Gemeindegebiet über Straß, Niederstraß und Mühlreit. An dieser existieren aber keine Stationen mehr innerhalb der Gemeinde. Die nächstgelegenen befinden sich in Freilassing und Teisendorf.
Die schmalspurige Torfbahn Ainring ist heute eine Museumseisenbahn am Ainringer Moos.

#### Flugverkehr
Der Flughafen Salzburg liegt in rund fünf Kilometer Luftliniendistanz.
Der 1933 mit Beginn der Zeit des Nationalsozialismus errichtete Flughafen Reichenhall-Berchtesgaden ist seit Ende des Zweiten Weltkrieges nicht mehr in Betrieb und das ehemalige Flughafengelände im Umfeld des parallel dazu neu entstandenen Gemeindeteils Mitterfelden inzwischen bebaut.

#### Straßenverkehr
Durch den Hauptort verläuft die Bundesstraße B 20, die eine Anbindung der Gemeinde an die nächstliegenden Mittelzentren Freilassing und Bad Reichenhall herstellt. Mit der B 304 führt eine weitere Bundesstraße durch das Gemeindegebiet, die eine Verbindung über Teisendorf Richtung Westen nach Traunstein herstellt und das nordwestliche Gemeindegebiet mit Freilassing verbindet. Das weitere Straßennetz in der Gemeinde bilden die Kreisstraßen BGL 10 und BGL 18 sowie Gemeindestraßen.

### Bildung
Im Jahr 2018 gab es vier Kindertageseinrichtungen mit 282 Plätzen und einer Belegung mit 288 Kindern, darunter 30 unter drei Jahren. In zwei Volksschulen mit zusammen 31 Lehrern wurden im selben Jahr 441 Schüler unterrichtet.
Aus den beiden Grundschulen in Feldkirchen (mit dem Schulhaus Mitterfelden) und Thundorf ist im August 2012 die Grundschule Ainring entstanden.
Im Ortsteil Mitterfelden unterhält die Bayerische Polizei ein Fortbildungsinstitut.

## Kultur und Sehenswürdigkeiten

### Bauwerke und Denkmäler
- Schloss Adelstetten
- Torfmuseum Ainringer Moos im Ainringer Moos

Siehe auch: Liste der Baudenkmäler in Ainring und Liste der Bodendenkmäler in Ainring

### Veranstaltungen
- Alle zwei Jahre (ungerade) veranstaltet der Oldtimerclub Feldkirchen e. V.[14] an einem Samstag im Juli eine „Walter-Zeller-Gedächtnis-Rallye“. Im Anschluss an die Rallye findet am Sonntag in Feldkirchen ein großes Oldtimertreffen statt.
- Seit 1995 fanden die Musikantentage im Ortsteil Wiesbach in zumeist zweijährigem Rhythmus statt. Im Jahre 2004 wurden ca. 6000 Teilnehmer gezählt. 2013 fanden die letzten Musikantentage statt, 2016 mussten diese wegen schlechter Witterung abgesagt werden.[15]
- Auf der Freilichtbühne Ainring werden regelmäßig Theaterstücke vom Ainringer Bauerntheater e. V. aufgeführt. Dieser feiert 2021 das 50-jährige Bestehen.

## Religion

### Katholische Pfarreien
- Pfarrei Ainring
- Pfarrei Feldkirchen
- Pfarrei Thundorf

### Evangelische Pfarrei
- Evangelisch-lutherische Kirchengemeinde Freilassing

## Persönlichkeiten

### Söhne und Töchter Ainrings
- Wolfgang Hagenauer (1726–1801), Architekt
- Johann Baptist Hagenauer (1732–1810), Bildhauer
- Johann Georg Hagenauer (1748–1835), Architekt
- Franz Wisbacher (1849–1912), Dichter[16]
- Hans Aull (1869–1948), Präsident des OLG Augsburg und des OLG Bamberg
- Hermann Huber (* 1961), Volksmusikant, Weltmeister an der steirischen Harmonika
- Manuela Kraller (* 1981), Sängerin
- Hansi Berger (* 1992), Moderator und Musiker, Hotelchef

### Mit Ainring verbunden
- Matthäus Reiter (1750–1828), langjähriger Pfarrer im Ort
- Balduin Schwarz (1902–1993), katholischer deutscher Philosoph, gestorben in Ainring.
- Eugen Sänger (1905–1964), Ingenieur und Pionier auf dem Gebiet der Luft- und Raumfahrt; während des Zweiten Weltkriegs Abteilungsleiter in der Versuchsanstalt für Segelflug in Ainring, entwickelte hier das Staustrahlrohr (Ramjet) weiter, mit dem eine mehrfache Schallgeschwindigkeit erreicht werden konnte.
- Hans Söllner (* 1955), bayerischer Liedermacher; wohnt in Ainring.
- Hansjörg Müller (* 1968), Bundestagsabgeordneter (AfD); wohnt in Ainring-Mitterfelden.
- Walter Zeller (1927–1995), deutscher Motorradrennfahrer. Von 1957 bis 1975 Inhaber und Leiter des Stahlwerks Annahütte in Hammerau.
- Hans A. Krässig (1919–2004), Chemiker; lebte im Ruhestand in Ainring